# Sergiu Radu
Sergiu Marian Radu, né le 10 août 1977 à Râmnicu Vâlcea (Roumanie), est un footballeur international roumain (2 sélections) (attaquant).

## Palmarès
- Rapid Bucarest
  - Champion de Roumanie en 1999.
  - Vainqueur de la Supercoupe de Roumanie en 1999.